# Màng phổi
Trong giải phẫu học cơ thể người, màng phổi là 2 lớp thanh mạc bao quanh phổi, gồm màng phổi thành che phủ mặt trong lồng ngực, mặt trên cơ hoành và các cấu trúc trung thất, và màng phổi tạng dính chặt vào nhu mô phổi, lách vào khe gian thùy phổi. Màng phổi thành được phân bố các dây thần kinh liên sườn và dây thần kinh cơ hoành. Ở rốn phổi, màng phổi tạng quặt ngược ra để liên tục với màng phổi thành. Giữa hai màng phổi là khoang màng phổi chứa dịch lỏng.